# Historický šerm
Historický šerm je druh zábavy či umění, který je velmi rozšířen po celé Evropě a který se snaží bezpečným způsobem napodobit převážně středověký či renesanční šerm.

## Historie

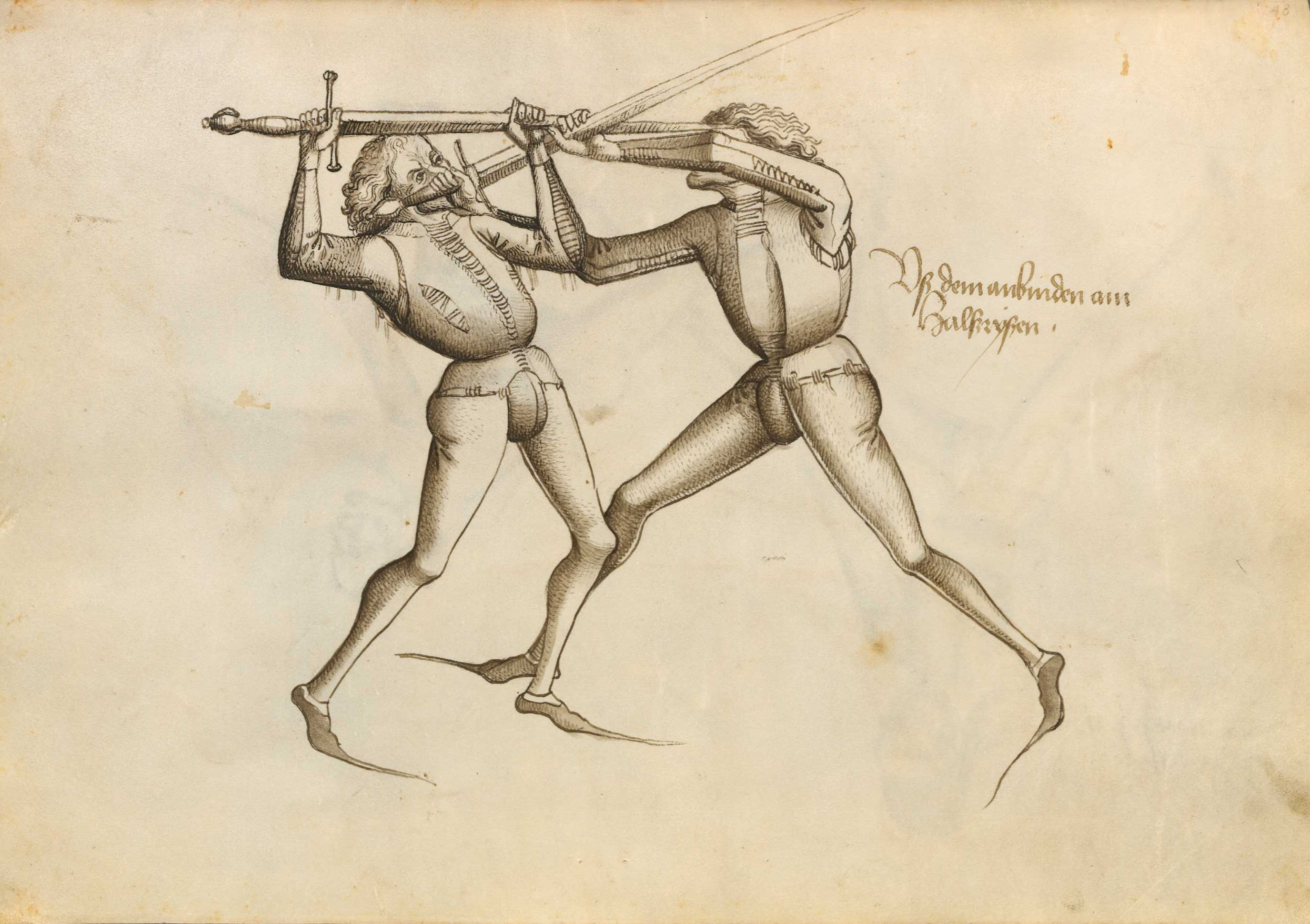
Ukázka z učebnice šermu z roku 1467

Vznik současného pojetí historického šermu v Česku má mnoho styčných bodů se šermem sportovním a scénickým. Zájemci o historický šerm se sdružují do zájmových skupin nazývající se skupiny historického šermu. Počátek toho zájmového koníčku se dá odsledovat přibližně od roku 1954, kdy pod vedením prof. Skývy a Dr. Černohorského začalo osm vybraných sportovních šermířů klubu ČŠK Riegel nacvičovat šermířská klání v dobových kostýmech pro rozličná divadla a kulturní akce. První samostatné vystoupení této nově zformované první skupiny historického šermu pod názvem „Mušketýři a bandité“ se konalo 18. září 1960 na nádvoří Schwarzenberského paláce na Hradčanském náměstí v Praze jako nábor nováčků pro šermířský klub ČŠK Riegel.

## Skupiny historického šermu
Tím byl odstartován vývoj soudobého historického šermu v bývalém Československu. K podobným rekonstrukcím již docházelo v minulosti a to hlavně v období romantismu. Historický šerm vždy přitahoval a stále přitahuje romanticky smýšlející lidi. V mnohém se historický šerm vzájemně proplétá i s hnutím living history (živá historie). Skupiny historického šermu pořádají různé akce: od vystoupení na různých typech kulturních akcí až po bitvy, ve kterých se sejde až několik tisíc šermířů. Nejznámější a největší bitva historického šermu v Česku je „Libušín“ pořádaný u stejnojmenné vesnice Libušín u Kladna. Mezi další velké akce patří například „Bitva na Mělníku“, nebo barokní bitva ve Frýdlantě.[zdroj⁠?!]
Příklad proplétání living history a historického šermu lze zaznamenat například ve sdružení Curia Vítkov.